# Société musicale indépendante
 (août 2016).
 (mars 2023).
La Société musicale indépendante (SMI) est une société de concerts fondée en 1910 en France et ayant cessé ses activités en 1935.
Fondée le 1er avril 1910 à l'initiative de Maurice Ravel, elle se donne pour objectif de créer un espace libre accueillant toutes les initiatives artistiques, sans distinction de genre, style ou école, en réaction à la Société nationale de musique (SNM), considérée comme trop conservatrice.

## Contexte de création
Jusqu'à 1910, la SNM est la principale société parisienne défendant la création musicale française. Les circonstances de la naissance de la SMI sont détaillées par Pierre Lalo dans Le Temps du 31 août 1910. Certains compositeurs[Lesquels ?] supportent avec difficulté l'atmosphère jugée trop conservatrice, académique et dirigiste de la Société nationale, restée, sous la direction de Vincent d'Indy, extrêmement fidèle à César Franck, et très liée à la Schola Cantorum. Des œuvres de Maurice Ravel sont mal accueillies, d'autres de Charles Koechlin, de Maurice Delage ou de Ralph Vaughan Williams voient leur programmation refusée.
Maurice Ravel quitte ainsi la Société nationale et devient l'un des fondateurs de la société indépendante, avec pour ambition de soutenir la création musicale contemporaine en étant désormais libérée des restrictions liées aux formes, aux genres, et aux styles des œuvres programmées[Interprétation personnelle ?]. À ses côtés, on trouve Charles Koechlin, Florent Schmitt, Émile Vuillermoz et Gabriel Fauré, qui en devient le premier président.
Malgré cet objectif de soutien de la création musicale, la SMI, comme les autres institutions musicales, n'est pas à l'abri des préjugés du public. C'est ce que prouve le concert du 9 mai 1911 où, suivant l'idée de Charles Koechlin, le comité de la SMI n'indique pas les noms des auteurs sur le programme. Des compositeurs appréciés du public, comme Ravel (qui y présente ses Valses nobles et sentimentales), sont sifflés, tandis que de moins connus sont mieux accueillis.

## Évolution des sociétés musicales et fin de la SMI
La SNM, déjà en crise lors de la création de la SMI, perd rapidement le rôle central qu'elle occupait jusqu'alors. Les deux sociétés survivent cependant à la première guerre mondiale. À partir des années 1920, la SMI subit à son tour des critiques lui reprochant son entre-soi et son relatif conservatisme. Elle cessera ses activités en 1935, après un dernier concert d'hommage à André Caplet.

## Comité de direction

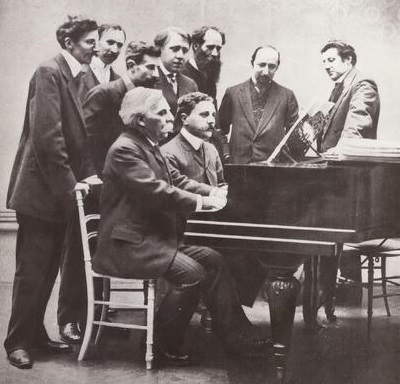
Les créateurs de la Société musicale indépendante, en 1910. De gauche à droite, debout : Louis Aubert, l'éditeur A.Z. Mathot, Maurice Ravel, André Caplet, Charles Koechlin, le critique Émile Vuillermoz, Jean Huré. Au piano : Gabriel Fauré et Jean Roger-Ducasse.

Le président de la SMI à sa création est Gabriel Fauré. Le comité de direction verra entre autres en son sein :
- Louis Aubert
- Béla Bartók
- Nadia Boulanger
- Manuel de Falla
- Arthur Honegger
- Jacques Ibert
- Charles Koechlin
- Maurice Ravel
- Albert Roussel
- Florent Schmitt
- Arnold Schönberg
- Igor Stravinsky
- Jules Écorcheville

## Premiers concerts
- Premier concert, le 20 avril 1910, salle Gaveau : Fauré, La Chanson d'Ève ; Maurice Ravel, Ma mère l'Oye (première version, pour piano à quatre mains) ; Jean Roger-Ducasse, Pastorale pour orgue ; André Caplet, Septuor pour cordes vocales et instrumentales ; D'un cahier d'esquisses de Debussy jouée par Ravel, des mélodies de Delage, une suite de morceaux pour piano de Zoltán Kodály. Le concert est introduit par une transcription pour piano à quatre mains de Prométhée de Liszt.

- Deuxième concert, le 4 mai 1910, salle Gaveau : Suite de piano de Raoul Bardac, une œuvre inédite de Saint-Saëns (pour orgue), des mélodies de de Falla, une sonate de Maurice Le Boucher, Les Bouffons (K.101) de John Bull, deux pièces d'Henry Purcell par la claveciniste Wanda Landowska, une Suite Javanaise op. 44 (deux pièces symphoniques transcrites par Charles Koechlin), Quatre chansons (textes de Maeterlinck, éditions A. Z. Mathot) de Marguerite Debrie (1879-1968), ancienne élève de Raoul Pugno au Conservatoire de Paris, lauréate du Prix Popelin 1900, elle reçut le deuxième prix d'accompagnement au piano en 1902 et publia en 1912 Douze petites pièces pour piano[8].

- Le premier concert d'orchestre de la Société, en septembre 1910, dirigé par Désiré-Émile Inghelbrecht, fut consacré au Psaume XLVI de Florent Schmitt ; à une Étude symphonique de Delage ; la première symphonie (Vae Victis, 1906) d'Eugeniusz Morawski-Dąbrowa (de) (1876-1948), compositeur polonais[9].